# 1703
| 1703               |
| ------------------ |
| Dødsfald - Fødsler |
| • Begivenheder     |

| Gregoriansk kalender | 1703 MDCCIII            |
| Ab urbe condita      | 2456                    |
| Armensk kalender     | 1152 ԹՎ ՌՃԾԲ            |
| Kinesiske kalender   | 4399 – 4400 壬午 – 癸未 |
| Etiopisk kalender    | 1695 – 1696             |
| Jødisk kalender      | 5463 – 5464             |
| Hindukalendere       |                         |
| - Vikram Samvat      | 1758 – 1759             |
| - Shaka Samvat       | 1625 – 1626             |
| - Kali Yuga          | 4804 – 4805             |
| Iransk kalender      | 1081 – 1082             |
| Islamisk kalender    | 1115 – 1116             |

Konge i Danmark: Frederik 4. 1699-1730 – Danmark i krig: Den store nordiske krig 1700-1721
Se også 1703 (tal)

## Begivenheder
- Frederik 4. vies til venstre hånd med en datter af den preussiske gesandt, Elisabeth Helene von Vieregg.
- 1. maj - i slaget om Rultusk besejrer Sverige de russiske tropper
- 27. maj - Byen Sankt Petersborg i Rusland grundlægges af zar Peter den Store
- 26. november – En voldsom storm hærger Storbritannien, oversvømmer Themsen og Severn. Ca 8.000 omkommer og flåden mister 15 krigskibe.

## Dødsfald
- 16. juli - Christian Gyldenløve, dansk kongesøn, født 1674
- 14. oktober - Thomas Kingo, dansk salmedigter, født 1634